# Windows Server Update Services

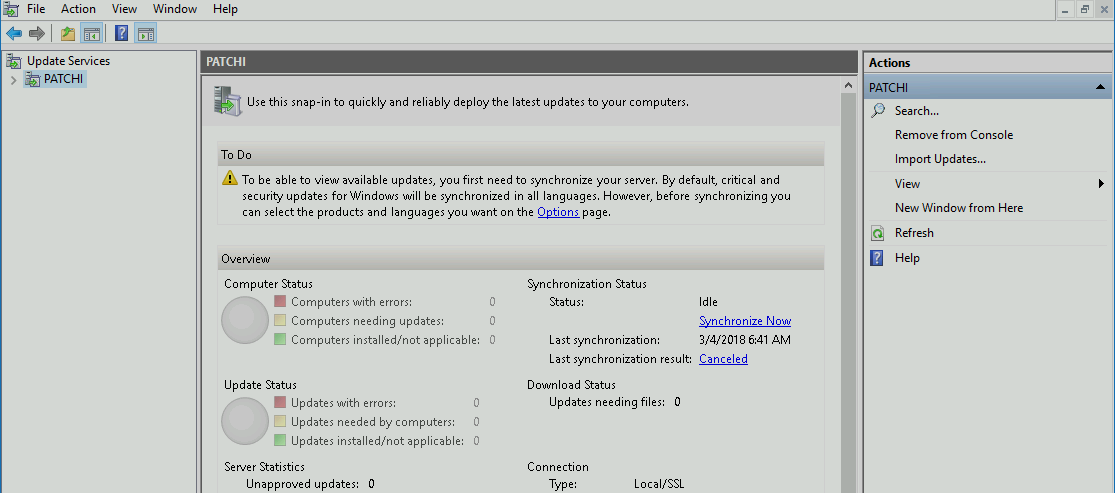
Consola de WSUS (Windows Server Update Services)

Windows Server Update Services (también llamado WSUS), provee actualizaciones de seguridad para los sistemas operativos Microsoft. Mediante Windows Server Update Services, los administradores pueden manejar centralmente la distribución de parches a través de actualizaciones automáticas a todas las computadoras de la red corporativa.
WSUS se desarrolló a partir de Software Update Services (SUS), el que solo podía actualizar parches del sistema operativo. WSUS supera a SUS en que expande el rango de aplicaciones que puede actualizar. La infraestructura de WSUS permite que desde un servidor(es) central se descarguen automáticamente los parches y actualizaciones para los clientes en la organización, en lugar de hacerlo del sitio web Microsoft Windows Update. Esto ahorra ancho de banda, tiempo y espacio de almacenamiento debido a que las computadoras no necesitan conectarse individualmente a servidores externos a la organización, sino que se conectan a servidores locales.
Microsoft permite la descarga gratis de WSUS desde su sitio web. Microsoft planea incluir WSUS con Windows Server "Longhorn".

## Administración
Windows Server Update Services 2.0 está conformado por un repositorio de paquetes de actualización de Microsoft, una instancia de MSDE, un servicio que descarga las actualizaciones de un servidor superior y un sitio virtual de IIS. Como muchos otros nuevos productos de Microsoft, la administración de WSUS se realiza a través de una interface web, que permite a los administradores aprobar o declinar las actualizaciones y obtener amplios reportes sobre que actualizaciones necesita cada computadora. Los administradores del sistema pueden también configurar que WSUS apruebe automáticamente ciertas clases de actualizaciones (actualizaciones críticas, actualizaciones de seguridad, paquetes de servicio, drivers). Se puede igualmente aprobar actualizaciones solo para "detección", permitiendo que el administrador sepa qué computadoras necesitan determinada actualización sin necesidad de instalarlo.
Los administradores pueden usar WSUS junto con las políticas de grupo del directorio administrativo para realizar la configuración del cliente de Actualizaciones Automáticas, garantizando que los usuarios finales no puedan deshabilitar o evitar las políticas corporativas de actualización. WSUS, sin embargo, no necesita del directorio administrativo.

## Historial de Versiones
- 22 de marzo de 2005 - 2.0 Release Candidate
- 6 de junio de 2005 - 2.0 Release (build 2340)
- 31 de mayo de 2006 - 2.0 Service Pack 1 (adiciona soporte para Windows Vista, idiomas adicionales, permite el uso de Microsoft SQL Server 2005 como base de datos, y mejora el rendimiento de la interface web)
- 14 de agosto de 2006 - 3.0 beta 2 (Interface basada en MMC y adición de nuevas características.)
- junio de 2007 - 3.0

## Aplicaciones soportadas
Hasta agosto de 2006, Windows Software Update Services permitía actualizar los siguientes sistemas operativos de Microsoft operating systems y aplicaciones:
- Windows 2000
- Windows XP (32-bit, IA-64 and x64 Editions)
- Windows Vista
- Windows 7
- Windows Server 2003
- Windows Small Business Server 2003
- Exchange Server 2000
- Exchange Server 2003
- SQL Server
- SQL Server 2005
- Office XP
- Office 2003
- Microsoft ISA Server 2004
- Data Protection Manager 2006
- Windows Live Mail Desktop
- Windows Live Toolbar
- Forefront Client Utility

Esta lista no es completa, además, "Max" aparece en la interface como un producto que WSUS soporta. Sin embargo, Microsoft  anunció que esto es un error, y que no se ofrecen actualizaciones para "Max". Microsoft ha dicho que WSUS fue diseñado para ser capaz de brindar actualizaciones para aplicaciones no-Microsoft, esto no ha sido implementado todavía.